# Lekkoatletyka na Letnich Igrzyskach Olimpijskich 2020 – trójskok kobiet
Turniej kobiet w trójskoku podczas XXXII Letnich Igrzysk Olimpijskich w Tokio – jedna z konkurencji lekkoatletycznych rozegranych podczas igrzysk olimpijskich w Tokio, która odbyła się w dniach 30 lipca - 1 sierpnia 2021. Do rywalizacji przystąpiło 33 sportowców z 23 krajów. Areną zawodów był stadion olimpijski w Tokio. Mistrzynią olimpijską została Wenezuelka Yulimar Rojas, wicemistrzynią Portugalka Patrícia Mamona, a brąz zdobyła Hiszpanka Ana Peleteiro.
Był to siódmy olimpijski konkurs trójskoku kobiet. Wydarzeniem konkursu było pobicie 26-letniego rekordu świata Ukrainki Inesy Kraweć przez Yulimar Rojas.

## Terminarz
Godziny zostały podane w czasie japońskim (UTC+9) oraz polskim (CEST)
| Data            | Godzina rozpoczęcia | Godzina rozpoczęcia |                       |
| Data            | UTC+09:00           | CEST                |                       |
| --------------- | ------------------- | ------------------- | --------------------- |
| 30 lipca 2021   | 19:05               | 12:05               | kwalifikacje, grupa A |
| 30 lipca 2021   | 19:05               | 12:05               | kwalifikacje, grupa B |
| 1 sierpnia 2021 | 20:15               | 13:15               | finał                 |

## System rozgrywek
W kwalifikacjach każda z zawodniczek mogła oddać trzy skoki. Aby uzyskać awans do finału należało uzyskać minimum kwalifikacyjne - 14,40 m. Jeżeli minimum kwalifikacyjne uzyskało mniej niż 12 sportowców, to kwalifikacje uzyskiwały zawodniczki, które oddały najdalsze skoki, tak aby liczba finalistek wyniosła 12.
W finale zawodniczki mogły oddać sześć skoków, z wyjątkiem czterech trójskoczkiń, które po trzech próbach osiągnęły najniższe wyniki i były po nich eliminowane z dalszej rywalizacji. Do ostatecznego wyniku zaliczano jeden, najdalszy skok oddany przez zawodniczkę w finale (skoki w kwalifikacjach nie były brane pod uwagę).

## Rekordy
Przed rozpoczęciem zawodów aktualny rekord świata i rekord olimpijski były następujące:
| WR | Inesa Kraweć           | 15.50 m | Göteborg | 10 sierpnia 1995 |
| OR | Françoise Mbango Etone | 15.39 m | Pekin    | 17 sierpnia 2008 |

## Wyniki

### Kwalifikacje
| Pozycja | Grupa | Zawodniczka            | Państwo           | 1     | 2     | 3     | Odległość | Uwagi |
| ------- | ----- | ---------------------- | ----------------- | ----- | ----- | ----- | --------- | ----- |
| 1       | A     | Yulimar Rojas          | Wenezuela         | 14.77 | —     | —     | 14.77     | Q     |
| 2       | A     | Ana Peleteiro          | Hiszpania         | 14.34 | 14.62 | —     | 14.62     | Q     |
| 3       | B     | Thea LaFond            | Dominika          | 14.60 | —     | —     | 14.60     | Q     |
| 4       | B     | Patrícia Mamona        | Portugalia        | 14.54 | —     | —     | 14.54     | Q     |
| 5       | B     | Liadagmis Povea        | Kuba              | 14.50 | —     | —     | 14.50     | Q     |
| 6       | B     | Shanieka Ricketts      | Jamajka           | 14.43 | —     | —     | 14.43     | Q     |
| 7       | A     | Caterine Ibargüen      | Kolumbia          | 14.02 | 14.08 | 14.37 | 14.37     | q     |
| 8       | B     | Hanna Kniaziewa        | Izrael            | 14.27 | 14.35 | 14.36 | 14.36     | q     |
| 9       | A     | Kimberly Williams      | Jamajka           | 13.38 | 13.86 | 14.30 | 14.30     | q     |
| 10      | B     | Rouguy Diallo          | Francja           | 14.20 | 14.29 | 13.91 | 14.29     | q     |
| 11      | A     | Keturah Orji           | Stany Zjednoczone | 14.26 | 13.91 | 14.17 | 14.26     | q     |
| 12      | B     | Kristiina Mäkelä       | Finlandia         | 14.21 | 14.06 | 14.08 | 14.21     | q     |
| 13      | A     | Senni Salminen         | Finlandia         | 14.20 | 13.68 | 14.07 | 14.20     |       |
| 14      | A     | Neele Eckhardt-Noack   | Niemcy            | 13.88 | 13.92 | 14.20 | 14.20     |       |
| 15      | B     | Davisleydi Velazco     | Kuba              | 14.14 | x     | x     | 14.14     |       |
| 16      | B     | Ana José Tima          | Dominikana        | 13.87 | 14.11 | x     | 14.11     |       |
| 17      | B     | Núbia Soares           | Brazylia          | x     | 14.04 | 14.07 | 14.07     |       |
| 18      | B     | Wijaleta Skwarcowa     | Białoruś          | 13.93 | x     | 14.05 | 14.05     |       |
| 19      | A     | Evelise Veiga          | Portugalia        | 13.93 | 13.63 | 13.57 | 13.93     | SB    |
| 20      | A     | Olha Saładucha         | Ukraina           | 13.49 | 13.91 | 13.88 | 13.91     |       |
| 21      | A     | Darija Derkacz         | Włochy            | 13.69 | 13.73 | 13.90 | 13.90     |       |
| 22      | A     | Gabrieła Petrowa       | Bułgaria          | x     | 13.79 | x     | 13.79     |       |
| 23      | A     | Jasmine Moore          | Stany Zjednoczone | x     | x     | 13.76 | 13.76     |       |
| 24      | B     | Olga Rypakowa          | Kazachstan        | 13.66 | 13.69 | x     | 13.69     | SB    |
| 25      | B     | Tori Franklin          | Stany Zjednoczone | 13.23 | 13.68 | 13.58 | 13.68     |       |
| 26      | A     | Marija Owczinnikowa    | Kazachstan        | x     | 13.34 | x     | 13.34     |       |
| 27      | B     | Yosiri Urrutia         | Kolumbia          | x     | x     | 13.16 | 13.16     |       |
| 28      | B     | Diana Zagainova        | Litwa             | x     | 13.10 | x     | 13.10     |       |
| 29      | A     | Roksana Xudoyorova     | Uzbekistan        | 12.63 | 13.02 | 13.01 | 13.02     |       |
| 30      | B     | Kristin Gierisch       | Niemcy            | x     | 13.02 | r     | 13.02     |       |
| 31      | A     | Irina Ektowa           | Kazachstan        | x     | 12.90 | x     | 12.90     |       |
| 32      | B     | Paraskiewi Papachristu | Grecja            | x     | 12.23 | x     | 12.23     |       |
| —       | A     | Nadia Eke              | Ghana             | x     | x     | x     | NM        |       |
| —       | A     | Leyanis Pérez          | Kuba              | DNS   | DNS   | DNS   | DNS       |       |

### Finał
| Pozycja | Zawodniczka       | Państwo           | 1     | 2     | 3     | 4     | 5     | 6     | Odległość | Uwagi   |
| ------- | ----------------- | ----------------- | ----- | ----- | ----- | ----- | ----- | ----- | --------- | ------- |
| złoto   | Yulimar Rojas     | Wenezuela         | 15.41 | 14.53 | x     | 15.25 | x     | 15.67 | 15.67     | WR · OR |
| srebro  | Patrícia Mamona   | Portugalia        | 14.91 | 12.30 | x     | 15.01 | 14.66 | 14.97 | 15.01     | NR      |
| brąz    | Ana Peleteiro     | Hiszpania         | 14.55 | 14.77 | x     | 14.63 | 14.87 | 14.65 | 14.87     | NR      |
| 4       | Shanieka Ricketts | Jamajka           | x     | x     | 14.47 | 14.84 | 14.62 | 14.76 | 14.84     |         |
| 5       | Liadagmis Povea   | Kuba              | 14.70 | 14.70 | 14.52 | 14.31 | 14.38 | 14.50 | 14.70     |         |
| 6       | Hanna Kniaziewa   | Izrael            | 14.52 | 14.60 | 14.27 | 14.29 | x     | x     | 14.60     | SB      |
| 7       | Keturah Orji      | Stany Zjednoczone | 14.59 | 14.10 | 13.82 | 14.12 | 14.43 | x     | 14.59     |         |
| 8       | Kimberly Williams | Jamajka           | 13.77 | x     | 14.51 | 14.12 | 14.47 | 14.28 | 14.51     |         |
| 9       | Rouguy Diallo     | Francja           | 14.38 | 14.28 | x     | NQ    | NQ    | NQ    | 14.38     |         |
| 10      | Caterine Ibargüen | Kolumbia          | 14.25 | 14.01 | 14.19 | NQ    | NQ    | NQ    | 14.25     |         |
| 11      | Kristiina Mäkelä  | Finlandia         | 14.17 | 14.03 | 13.90 | NQ    | NQ    | NQ    | 14.17     |         |
| 12      | Thea LaFond       | Dominika          | x     | 12.57 | x     | NQ    | NQ    | NQ    | 12.57     |         |